# Joe Messina
Joseph Lucian Messina (Detroit, Michigan, 13 de diciembre de 1928–Northville, Míchigan, 4 de abril de 2022) fue un guitarrista estadounidense. Conocido como "el hermano blanco del soul", desarrolló una prolífica carrera como guitarrista de estudio, formando parte del grupo de músicos de sesión de la compañía Motown Records, conocidos como The Funk Brothers.

## Biografía
Messina nació el 13 de diciembre de 1928 en Detroit. Comenzó a tocar la guitarra a la edad de trece años, después de que su padre le comprara una.  Realizó sus estudios en Central High School de su ciudad natal y posteriormente estudio música en la Cass Technical High School.
Messina comenzó a tocar de manera profesional en los clubes de jazz de Detroit a finales de los años 40. Posteriormente formó parte de la banda de estudio de la cadena de televisión ABC, acompañando a invitados como Sonny Stitt, Charlie Parker, Stan Getz, Jack Teagarden, Lee Konitz, Jimmy Giuffre, Pepper Adams, Donald Byrd, Frank Rosolino y Dizzy Gillespie.  Mientras trabajaba en la ABC, también colaboró con el programa The Soupy Sales Show, acompañando a artistas como Miles Davis y Charlie Parker.
En 1958, Berry Gordy fundó el sello discográfico Motown Records e invitó a Messina a unirse a grupo de músicos de estudio de la compañía conocido comor The Funk Brothers. Durante toda la década de los 60 y parte de los 70, el grupo grabó la parte instrumental de centenares de éxitos para Motown. Durante este tiempo, Messina trabajó con artistas como Diana Ross & the Supremes, the Temptations, Marvin Gaye, the Four Tops, Stevie Wonder o Smokey Robinson & the Miracles.  Entre sus trabajos más destacados se encuentran temas como "Dancing in the Street" (Martha & the Vandellas, 1964), "I Can't Help Myself (Sugar Pie Honey Bunch)" (Four Tops, 1965), y "Your Precious Love" (Marvin Gaye & Tammi Terrell, 1967).  Messina dejó la compañía cuando su fundador trasladó sus operaciones a Los Angeles, en 1972, aduciendo falta de interés.
Messina fue el creador de una técnica musical alternativa conocida como el Método de estudio de intervalos, que utiliza escalas cromática y diatónicas para la creación de música. Tras abandonar los estudios discográficos, contunuó residiendo en Detroit donde se dedicó a la interpretación de jazz durante las siguientes décadas. El 21 de marzo de 2013, The Funk Brothers recibieron una estrella en el Paseo de la Fama de Hollywood.  The Funk Brothers fueron objeto del documental de 2022 Standing in the Shadows of Motown.
Messina falleció el 4 de abril de 2022, a los 93 años de edad en casa de su hijo en Northville, Michigan. Padeció nefropatía durante sus doce últimos años de vida.